# Saint-Laurent (stanice metra v Montréalu)
Saint-Laurent je jedna z 27 stanic zelené linky montrealského metra (Angrignon – Honoré-Beaugrand), jejíž celková délka je 22,1 km. Stanice se nachází přesně v polovině trasy a je čtrnáctá v pořadí v obou směrech. Nachází se v hloubce 9,1 m. Její vzdálenost od předchozí stanice Place-des-Arts činí 354,38 metrů, od následující Berri-UQAM je vzdálena 336,80 metrů.

## Historie
Stanice Saint-Laurent byla otevřena 14. října 1966. Projektovali ji Brassard a Warren.
Z hlediska historie stavby linky se tato stanice nachází v nejstarší části linky, která zahrnuje celkem 10 stanic (od stanice Atwater až po Frontenac), nachází se zhruba uprostřed zelené linky a byla zprovozněna v roce 1966.
Druhý nejstarší úsek je severní část, o kterou se zelená linka rozšířila v roce 1976. Jde o celkem 9 stanic mezi Préfontaine a Honoré-Beaugrand.
Stanice v jižním úseku Angrignon až Lionel-Groulx tvoří služebně nejmladší část zelené linky montrealského metra, která byla otevřena v roce 1978.